# Aysén (gemeente)
Aysén, ook wel Aisén, is een gemeente in de Chileense provincie Aysén in de regio Aysén del General Carlos Ibáñez del Campo. Aysén telde 23.959 inwoners in 2017.
- Library of Congress Control Number: n80153883
- Nationale Bibliotheek van Israël: 987007564309205171
- Virtual International Authority File: 131352766
- WorldCat: E39PBJdCtWXdJ3hxffJQTQKTpP